# BOSS Open 2025
BOSS Open 2025 — тенісний турнір, що проходив на трав'яних кортах у місті Штутгарт (Німеччина) з 9 по 15 червня. Належав до категорії ATP 250, був турніром серії Stuttgart Open 2025 року.

## Фінальна частина

### Одиночний розряд
Тейлор Фріц —  Александр Зверєв 6–3, 7–6(7–0)

### Парний розряд
Сантьяго Гонсалес /  Остін Крайчек —  Алекс Мікелсен /  Ражів Рам 6–4, 6–4